# 1794 en Bretagne
 Chronologie de la Bretagne
- 1790
- 1791
- 1792
- 1793
- 1794
- 1795
- 1796
- 1797
- 1798

Cette page recense des événements qui se sont produits durant l'année 1794 en Bretagne.

## Société

### Naissance
- 18 janvier à Brest : Prosper Garnot, médecin et naturaliste français, mort le 8 octobre 1838.

### Décès

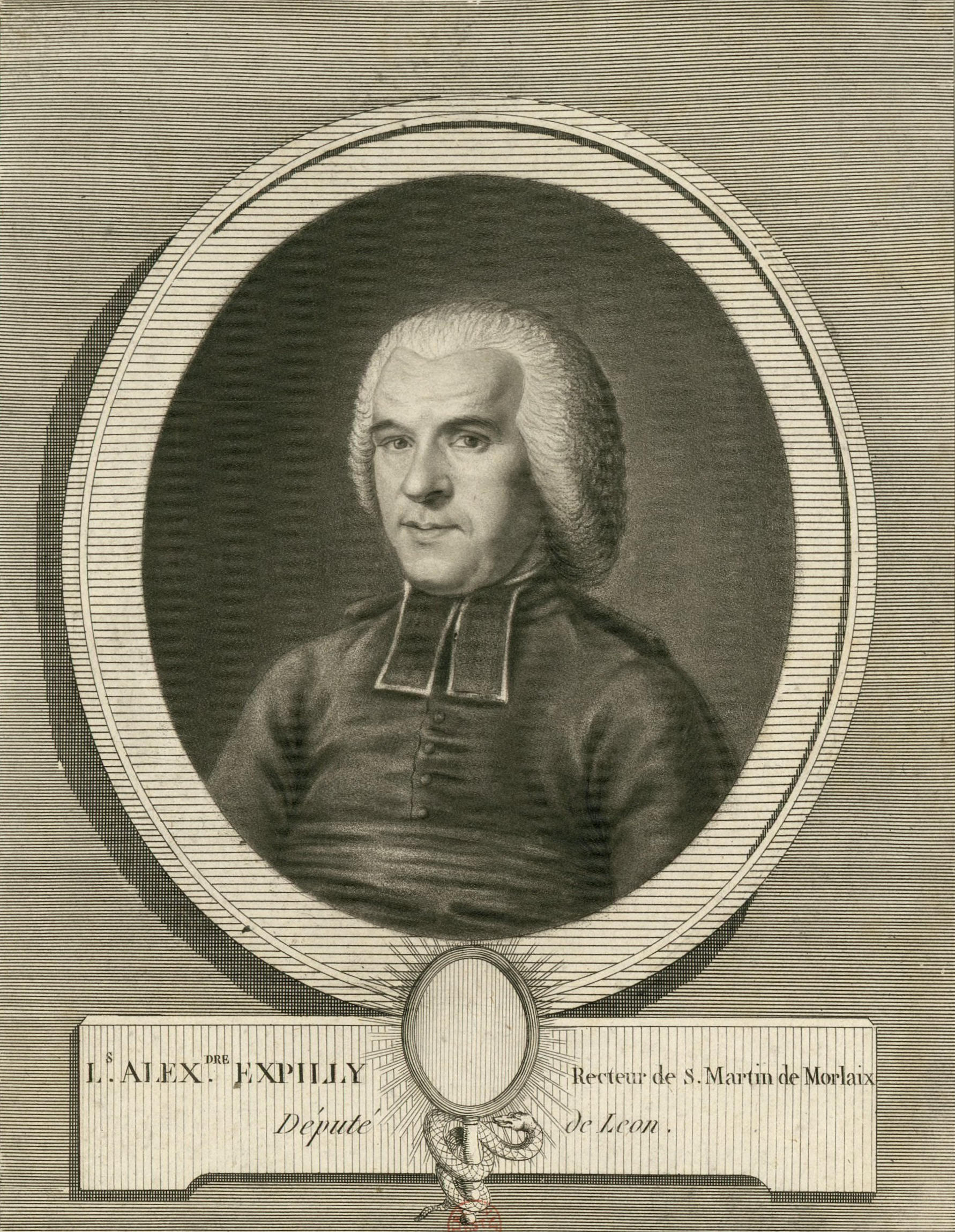
Louis-Alexandre Expilly de la Poipe (1743-1794)

- 22 mai à Brest : Louis-Alexandre Expilly de La Poipe, né le 24 février 1743, mort guillotiné, ecclésiastique français, évêque constitutionnel du Finistère en 1790, premier évêque français choisi selon la procédure prévue par la Constitution civile du clergé.